# Beddomeia trochiformis
Beddomeia trochiformis é uma espécie de gastrópode  da família Hydrobiidae.
É endémica da Austrália.